# Changing Lake
Der Changing Lake (englisch für Wandelsee) ist ein See auf Signy Island im Archipel der Südlichen Orkneyinseln. Er ist der mittlere der drei Seen im Paternoster Valley im Nordosten der Insel.
Das UK Antarctic Place-Names Committee benannte ihn 1974 so, weil sich Form und Größe des Sees durch den Rückzug der Eismassen auf Signy Island allmählich verändern.